# Maison de l'industriel Léon Lang
La maison de l'industriel Léon Lang est une maison construite vers 1840-1850 à Sainte-Marie-aux-Mines, au 134 rue du Maréchal-de-Lattre-de-Tassigny.
Elle est répertoriée à l'inventaire préliminaire des monuments historiques.